# Maria Immaculata (Zirgesheim)

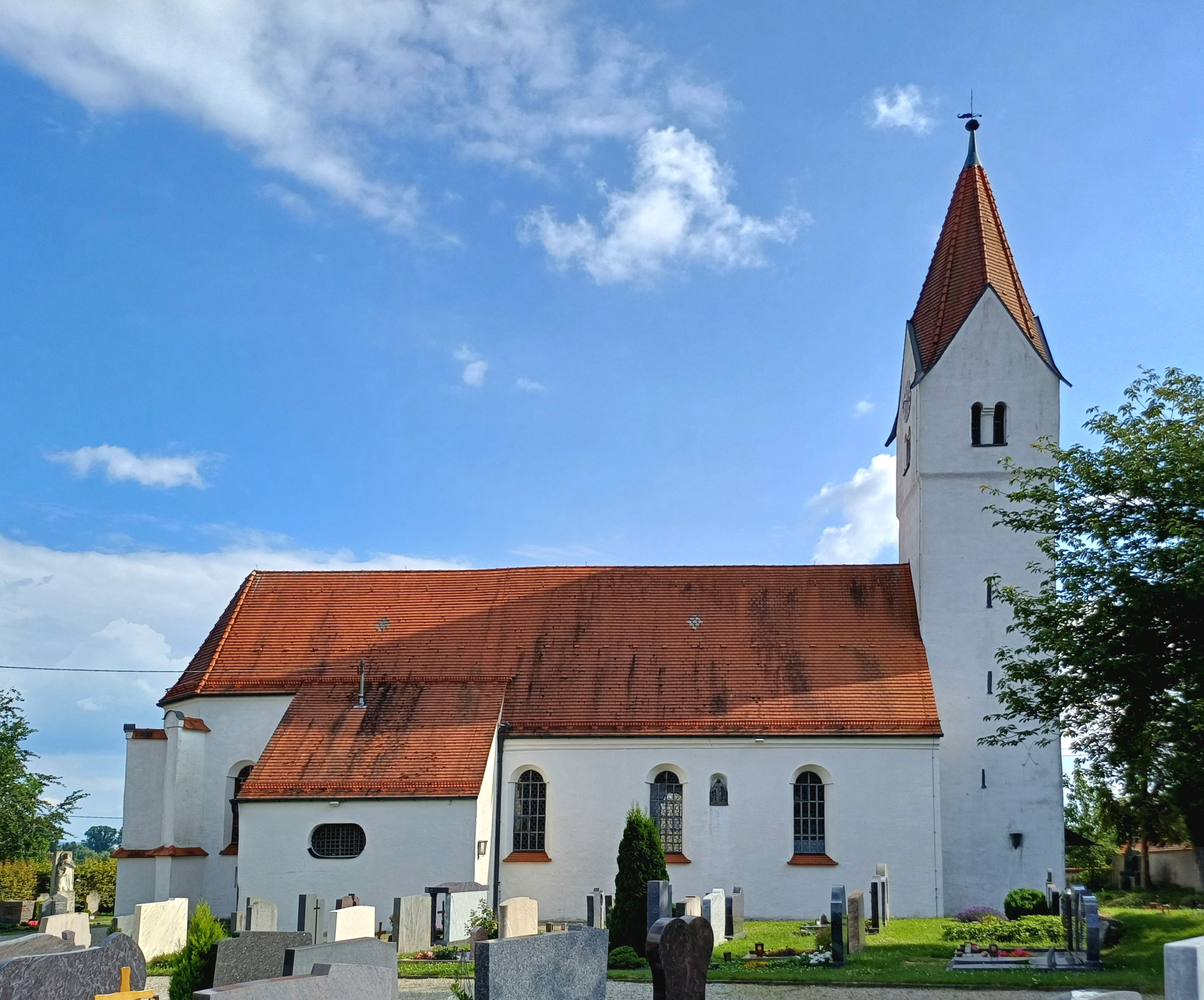
Maria Immaculata in Zirgesheim

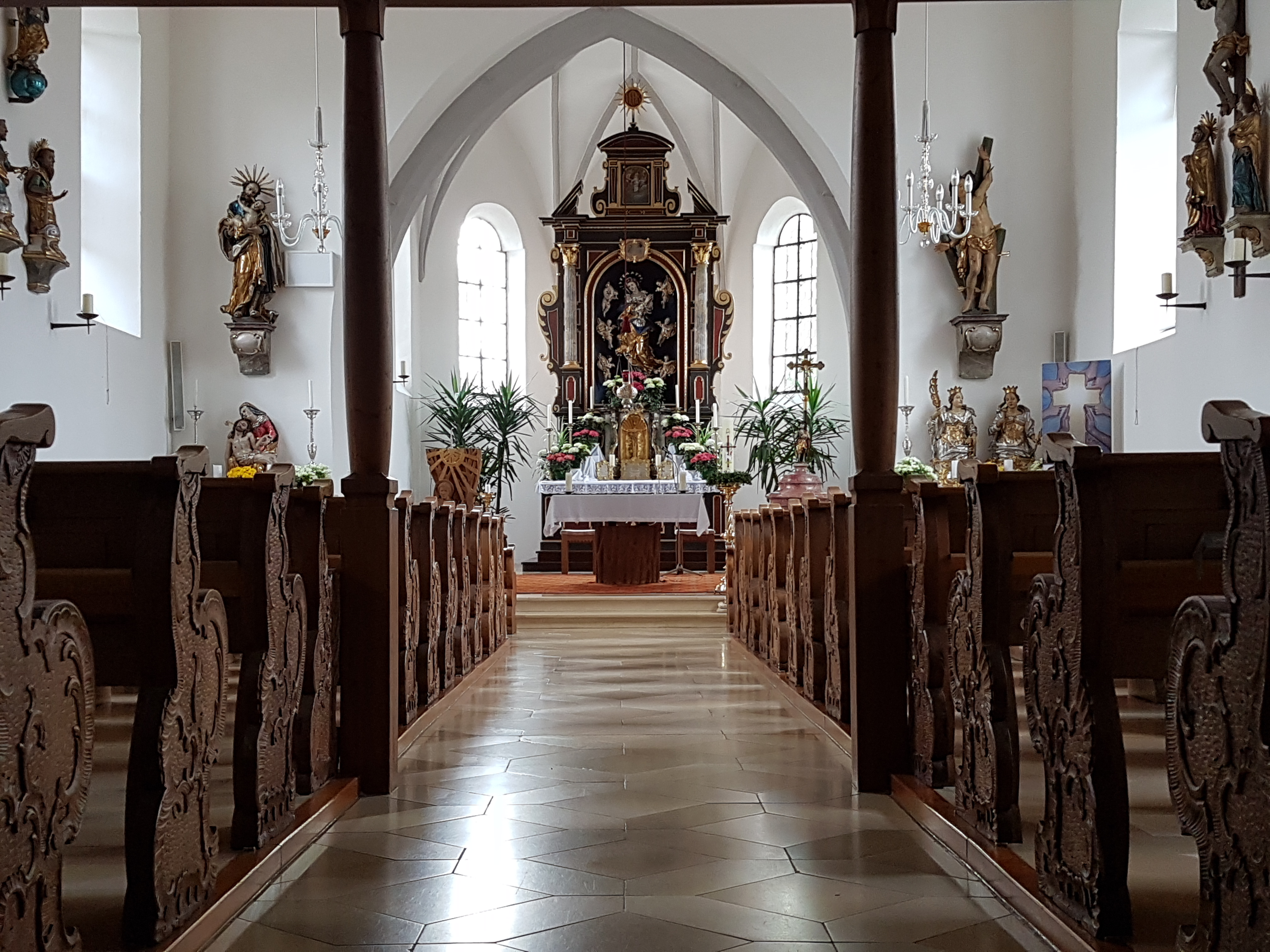
Innenraum

Die römisch-katholische Pfarrkirche Maria Immaculata steht in Zirgesheim, einem Stadtteil von Donauwörth im schwäbischen Landkreis Donau-Ries von Bayern. Das Bauwerk ist in der Liste der Baudenkmäler in Donauwörth als Baudenkmal unter der Nr. D-7-79-131-119 eingetragen. Die Pfarrei gehört zum Dekanat Donauwörth des Bistums Augsburg.

## Beschreibung
Das Langhaus und der Kirchturm im Westen sind spätromanisch. Der eingezogene, dreiseitig geschlossene, von Strebepfeilern gestützte Chor wurde Ende des 15. Jahrhunderts im Osten angefügt. Dem Kirchturm wurde 1654 ein Geschoss aufgesetzt, das hinter den als Biforien gestalteten Klangarkaden den Glockenstuhl beherbergt, und mit einem spitzen Helm bedeckt.
Der Innenraum des Langhauses ist mit einer Flachdecke überspannt, der des Chors mit einem Sterngewölbe. Der Hochaltar, auf dessen Altarretabel die Unbefleckte Empfängnis dargestellt ist, wurde um 1660 aufgestellt. Die übrigen Altäre wurden angeblich aus der Stadtpfarrkirche Donauwörth übernommen.